# Tierra de Reyes
A Tierra de Reyes egy 2014 és 2015 között vetített amerikai telenovella a Telemundotól. Főszereplői: Aarón Díaz, Ana Lorena Sánchez, Kimberly Dos Ramos, Gonzalo García Vivanco, Scarlet Gruber, Cristian de la Campa, Sonya Smith és Fabián Ríos. A sorozat 2014. december 2-án 21:00 órakor került adásba a Telemundo csatornán.

## Történet
|  | Alább a cselekmény részletei következnek! |

Ignacio del Junco beleszeret a fiatal Alma Gallardoba, aki közli, hogy gyermeket vár. Igncio el akar válni feleségétől, Cayetanatól, ám még mielőtt ezt megtehetné meghal egy „repülőgépbalesetben”. Nem sokkal később Almát holtan találják a folyóban. Testvérei, úgy döntenek, hogy kiderítik mi történt Almával és bosszút állnak érte. A három Gallardo-fiú a del Junco-birtokon vállal munkát, ahol Ignacio három fiatal és gyönyörű lánya él.
|  | Itt a vége a cselekmény részletezésének! |

## Szereplők

### Főszereplők
| Színész(nő)            | Szerepnév                         | Megjegyzés                                                                         |
| ---------------------- | --------------------------------- | ---------------------------------------------------------------------------------- |
| Ana Lorena Sánchez     | Sofía del Junco                   | Ignacio és Cayetana lánya, Andrea és Irina testvére, Leonardo felesége             |
| Aarón Díaz             | Arturo Gallardo / Arturo Rey      | Flavio, Samuel és Alma testvére                                                    |
| Sonya Smith            | Cayetana Belmonte del Junco       | Felipe lánya, Ignacio felesége/özvegye; Sofía, Andrea és Irina édesanyja           |
| Fabián Ríos            | Leonardo Montalvo                 | Sofía férje, Isadora szeretője                                                     |
| Kimberly Dos Ramos     | Irina del Junco                   | Ignacio és Cayetana lánya, Sofía és Andrea testvére                                |
| Gonzalo García Vivanco | Flavio Gallardo / Flavio Rey      | Arturo, Samuel és Alma testvére                                                    |
| Scarlet Gruber         | Andrea del Junco                  | Ignacio és Cayetana lánya, Sofía és Irina testvére                                 |
| Cristian de la Campa   | Samuel Gallardo / Samuel Rey      | Arturo, Flavio és Alma testvére                                                    |
| Cynthia Olavarría      | Isadora Valverde                  | Emilio lánya, Leonardo szeretője                                                   |
| Daniela Navarro        | Patricia Rubio                    | Énekesnő a Palenque éjszakai bárban                                                |
| Omar Germenos          | Emilio Valverde                   | Isadora édesapja                                                                   |
| Adriana Lavat          | Soledad Flores                    | Házvezetőnő a del Junco-birtokon, Verónica édesanyja                               |
| Eduardo Victoria       | Néstor Fernández                  | Rendőr                                                                             |
| Joaquín Garrido        | Felipe Belmonte                   | Cayetana édesapja                                                                  |
| Isabella Castillo      | Alma Gallardo / Verónica Saldívar | Aruro, Flavio és Samuel testvére, Ignacio szerelme / Soledad és José Antonio lánya |
| Diana Quijano          | Beatriz Alcázar                   | Banktulajdonos                                                                     |
| Ricardo Kleinbaum      | Ulises Matamoros                  |                                                                                    |
| Dag Dager              | Miranda Saldívar                  | Verónica nevelőanyja                                                               |
| Alberich Bormann       | Darío Luján                       |                                                                                    |
| Roberto Plantier       | Horacio Luján                     |                                                                                    |
| Gabriel Rossi          | Pablo                             | A del Junco-birtok vezetője                                                        |
| Ricardo Chávez         | Ignacio del Junco                 | Cayetana férje, Sofía, Andrea és Irina édesapja                                    |
| Gloria Mayo            | Juana Ramírez                     |                                                                                    |
| José Ramón Blanch      | Roger Molina                      |                                                                                    |
| Francisco Porras       | Eleazar                           |                                                                                    |
| Fabián Pizzorno        | Octavio                           |                                                                                    |
| Jessica Cerezo         | Briggite                          | Flavio barátnője                                                                   |
| Sol Rodríguez          | Lucía                             | Alma barátnője                                                                     |
| Kary Musa              | Candela                           | Patricia barátnője                                                                 |
| Julio Ocampo           | Tomás                             |                                                                                    |
| Orlando Miguel         | Jack                              |                                                                                    |
| Fernando Pacanins      | John                              |                                                                                    |
| Virginia Loreto        | Nieves                            | Cseléd a del Junco-házban                                                          |
| Giovanna del Portillo  | Rocío                             |                                                                                    |
| Carmen Olivares        | Matilde                           |                                                                                    |
| Rodrigo Aragón         | Cabrera                           | Rendőr                                                                             |
| Bárbara Garofalo       | Linda                             |                                                                                    |

### Vendég- és mellékszereplők
| Színész(nő)           | Szerepnév             | Megjegyzés                  |
| --------------------- | --------------------- | --------------------------- |
| Anthony Álvarez       |                       |                             |
| Ernesto Faxas         | Ruíz                  | Ignacio ügyvédje és barátja |
| Guillermo Quintanilla | José Antonio Gallardo |                             |
| Rayner Garranchan     |                       | Orvos                       |

## Nemzetközi bemutató
| Ország                    | Csatorna  | Első rész         | Utolsó rész     | Megjegyzés          |
| ------------------------- | --------- | ----------------- | --------------- | ------------------- |
| Amerikai Egyesült Államok | Telemundo | 2014. december 2. | 2015. július 27 | hétfő-péntek, 21:00 |

## Korábbi verziók
- Az 1994-es kolumbiai Las aguas mansas Margarita Ortega és Juan Carlos Gutiérrez főszereplésével.
- A 2003-ban készült amerikai-kolumbiai A szenvedélyek lángjai. Főszereplők: Danna García és Mario Cimarro
- A 2008-as Fuego en la sangre. Főszereplők: Adela Noriega és Eduardo Yáñez.